# Emmi Walther

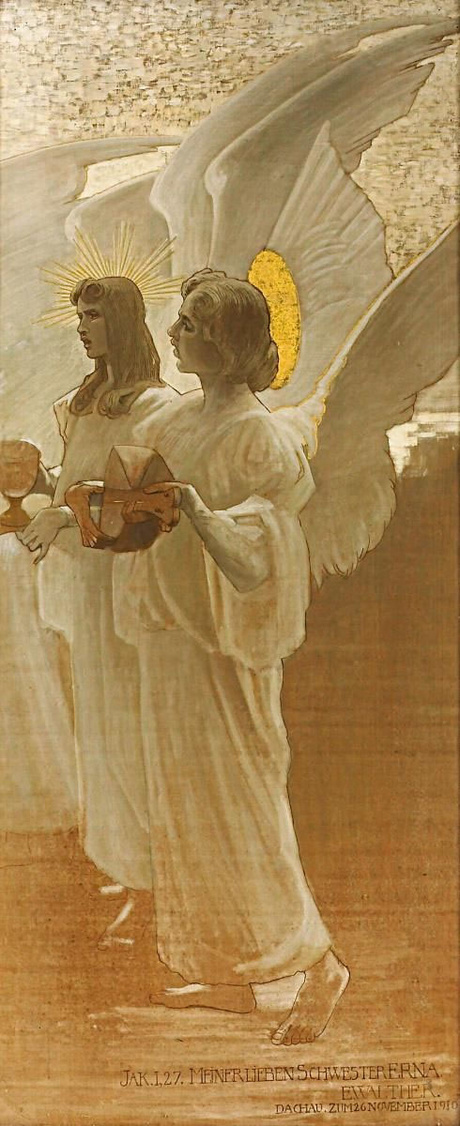
Zwei Engel von Emmi Walther, 1910, ihrer Schwester gewidmet, The Jack Daulton Collection, Los Altos Hills, California

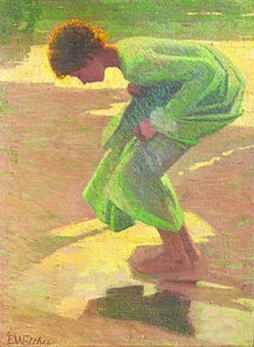
Mädchen am Wasser von Emmi Walther, ca. 1910, Privatbesitz

Emmi Louise Walther (* 30. Oktober 1860 in Hamburg; † 11. September 1936 in Dachau) war eine deutsche Malerin, Zeichnerin, Aquarellistin und Kunstgewerblerin. Ihre stilisierte Malweise ist vom Jugendstil und Symbolismus geprägt.

## Leben und Werk
Emmi, auch Emmy, Luise Walther wuchs in gutbürgerlichen Verhältnissen auf. Eine erste Ausbildung erhielt sie in Hamburg bei Friedrich Schwinge und in Hannover. Erst im Alter von über 30 Jahren wandte sie sich ernsthaft dem Künstlerberuf zu. Im Januar 1896 kam sie nach München, wo sie an der privaten Malschule von Ludwig Schmid-Reutte Aktzeichnen studierte. Im November übersiedelte sie nach Dachau und wurde Schülerin Adolf Hölzels. 1899 freundete sie sich mit Emil Hansen (später Emil Nolde) an, der den Sommer über ebenfalls Adolf Hölzels Dachauer Malschule besuchte. Mit ihm reiste sie im selben Jahr über Amsterdam nach Paris.
Während eines Studienaufenthalts in Paris nahm sie auf einer privaten Malschule Unterricht u. a. bei Alphonse Mucha, der an der Académie Carmen unterrichtete. In Paris lernte sie auch Paula Becker und Clara Westhoff kennen. 1900 folgten Studienaufenthalte im bretonischen Küstenort Concarneau und in der Künstlerkolonie Worpswede. Mehrere Briefe dokumentieren ihren freundschaftlichen Kontakt zu Paula Modersohn-Becker und Otto Modersohn in den Jahren 1901 bis 1904. Von 1916 an lebte sie dauerhaft in Dachau. Dort zählte sie 1919 zu den 44 Gründungsmitgliedern der Künstlergruppe Dachau, aus der die noch heute existierende Künstlervereinigung Dachau hervorging. Sie war auch eine Spezialistin für künstlerische Bildstickereien.
In Dachau erinnert die Emmy-Walther-Straße an die Künstlerin. Einige ihrer Arbeiten befinden sich als Eigentum des Museumsvereins Dachau in der Gemäldegalerie Dachau.

## Ausstellungen (Auswahl)
- 1902: Ständige Ausstellung des Kunstvereins in Hamburg, im kleinen Saal der ständigen Ausstellung am Neuen Wall 14  – Studienarbeiten aus Dachau[3]
- 1903: Frühjahr-Ausstellung der Münchener Secession im königlichen Kunstausstellungsgebäude (heute Staatliche Antikensammlungen) – Temperagemälde: Sommerabend[4]
- 1904: Galerie Heinemann, München – Gemälde Vorfrühling, Nachmittag im Walde, Grauer Maitag und An der Tür[5]
- 1905: Große Ausstellung des Kunstvereins in Hamburg in der Hamburger Kunsthalle – Verkauft: Birken[6]
- 1905: Frühjahr-Ausstellung der Münchener Secession im königlichen Kunstausstellungsgebäude – Zwei Landschaftsstudien und eine Landschaft (Ölstiftzeichnung)[7]
- 1906: Frühjahr-Ausstellung der Münchener Secession im königlichen Kunstausstellungsgebäude – Maiabend (Studie)[8]
- 1908: Kunstverein in Hamburg – 7 Gemälde[9]
- 1910: XXXVII. Ausstellung der Wiener Secession – I. Ausstellung der Vereinigung bildender Künstlerinnen Österreichs – Die Kunst der Frau –  Ölgemälde: Gruppe von Weißpappeln[10] und Maientag[11]
- 1912: Frühjahr-Ausstellung der Münchener Secession im königlichen Kunstausstellungsgebäude – Herbstlandschaft (Dachau)[12]
- 1914: Kollektiv-Ausstellung in der Galerie Heinemann in München[13] – An der Tür,[14] Grauer Maitag,[15] Vorfrühling und Nachmittag im Walde
- 1919: 1. Ausstellung der Künstlergruppe Dachau im Dachauer Schloss[16]
- 1922: 4. Ausstellung der Künstlergruppe Dachau im Dachauer Schloss[17]
- 1924: Kunstausstellung im Dachauer Schloss[18]
- 1928: Este Ausstellung der KVD (Künstlervereinigung Dachau) Sommerkunstausstellung[19]
- 1930: Sommerkunstausstellung im Dachauer Schloss[20]
- 1930: Deutsche Kunstausstellung München im Glaspalast – Kolorierte Federzeichnung Wacholder im Moos[21]
- 1932: Sommerkunstausstellung im Dachauer Schloss[22]
- 1933: Sommerkunstausstellung im Dachauer Schloss[23]
- 1934: Hundert Jahre Dachauer Kunst im Dachauer Schloss[24]

Postum
- 1937: Dachauer Land und Leute, Gedächtnisausstellung im Dachauer Schloss für Emmi Walther[25]
- 2008: Die Malweiber in der Gemäldegalerie Dachau – Ölgemälde: Mädchen am Wasser und Moosbach[26]

## Werke (Auswahl)
- Eine Dachauerin in Tracht, Kohlezeichnung, 32 × 23 cm, Privatbesitz
- Ein Maiabend am alten Pfarrplatz in Dachau, Öl auf Leinwand, 50 × 49 cm, Privatbesitz
- Wo schon Spitzweg wandelte – Sommerliches Mittagslicht-Spiel auf dem Weg des uralten Laubganges im Dachauer Hofgarten, Aquarell, 22 × 30 cm, Privatbesitz
- Landschaftsmotiv, Kohlezeichnung, 54 × 44 cm, Privatbesitz
- Laubgang II, Öl auf Leinwand, 34,8 × 42,5 cm, Privatbesitz

## Publikationen
- Heimat der Seele – Stimmungen in Wort u. Bild, 1922, Kostanz, R. Walther und Leipzig, H. G. Wallmann DNB 362407428
- Von Tag zu Tage – Stimmungen in Wort u. Bild, 1925, Kostanz, R. Walther DNB 362407436